# Stazione meteorologica di Stazzano
La stazione meteorologica di Stazzano è la stazione meteorologica di riferimento relativa alla località di Stazzano.

## Coordinate geografiche
La stazione meteorologica si trova nell'Italia nord-occidentale, in Piemonte, in provincia di Alessandria, nel comune di Stazzano, a 219 metri s.l.m. e alle coordinate geografiche 44°44′N 8°52′E.

## Dati climatologici
In base alla media trentennale di riferimento 1961-1990, la temperatura media del mese più freddo, gennaio, si attesta a +0,9 °C; quella del mese più caldo, luglio, è di +23,0 °C .
| Stazzano           | Mesi | Mesi | Mesi | Mesi | Mesi | Mesi | Mesi | Mesi | Mesi | Mesi | Mesi | Mesi | Stagioni | Stagioni | Stagioni | Stagioni | Anno |
| Stazzano           | Gen  | Feb  | Mar  | Apr  | Mag  | Giu  | Lug  | Ago  | Set  | Ott  | Nov  | Dic  | Inv      | Pri      | Est      | Aut      | Anno |
| ------------------ | ---- | ---- | ---- | ---- | ---- | ---- | ---- | ---- | ---- | ---- | ---- | ---- | -------- | -------- | -------- | -------- | ---- |
| T. max. media (°C) | 3,1  | 6,0  | 10,9 | 15,6 | 19,1 | 24,0 | 26,7 | 25,6 | 21,7 | 15,4 | 9,0  | 5,2  | 4,8      | 15,2     | 25,4     | 15,4     | 15,2 |
| T. min. media (°C) | −1,2 | 0,7  | 4,3  | 8,2  | 12,0 | 16,6 | 19,3 | 18,1 | 14,7 | 10,1 | 4,7  | 1,0  | 0,2      | 8,2      | 18,0     | 9,8      | 9,0  |